# Olivia Mitchell

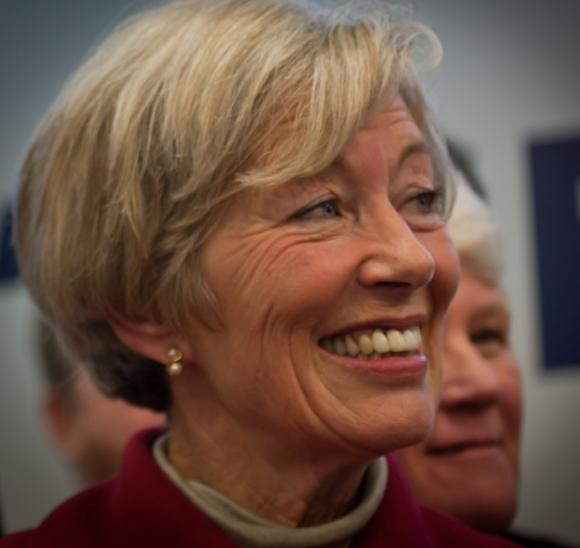
Olivia Mitchell

Olivia Mitchell (irisch Olivia Mistéil; * 31. Juli 1947 in Birr, County Offaly, Irland) ist eine ehemalige irische Politikerin der Fine Gael. Von 1997 bis 2016 war sie Abgeordnete (Teachta Dála) im Dáil Éireann.
Mitchell studierte Wirtschafts- und Politikwissenschaften am Trinity College Dublin. 1985 wurde sie in den Dún Laoghaire–Rathdown County Council gewählt und blieb dort bis 2003. 1995 bis 1996 war sie Vorsitzende des Councils. 1989 und 1992 versuchte sie ohne Erfolg, Abgeordnete im Dáil Éireann für den Wahlkreis Dublin South zu werden. Erst 1997 gelang es ihr dann, einen Sitz zu erringen, den sie bis 2016 verteidigen konnte. Sie zog sich aus der Politik zurück.